# 교황 레오 7세
교황 레오 7세(라틴어: Leo PP. VII, 이탈리아어: Papa Leone VII)는 제126대 교황(재위: 936년 1월 3일 ~ 939년 7월 13일)이다. 레오 7세의 선출은 당시 로마의 실권자였던 스폴레토의 알베리크 2세의 입김이 작용된 것이다. 알베리크 2세는 교황권을 자신의 손아귀에 계속 머물도록 하기 위해 레오 7세를 내세웠다. 교황으로 선출되기 전에 레오 7세는 베네딕도회 출신으로 전해지며, 산 시스토 베키오 성당의 사제급 추기경이었다. 교황이 된 그는 작은 야망을 갖고 있었지만, 곧 알베리크 2세의 압력에 굴복했다.
레오 7세는 불과 3년 밖에 교황으로 재임하였다. 그가 발표한 교서들 대부분은 클뤼니 수도원을 포함한 여러 수도원에 대해 특권을 부여하는 내용이었다. 레오 7세는 알베리크 2세와 알베리크 2세의 계부이자 이탈리아 왕인 위그 사이를 중재하기 위해 클뤼니의 오도에게 도움을 요청했다. 오도는 위그의 딸 알다와 알베리크 사이의 혼담을 성사시킴으로써 양측의 휴전을 이끌어내는데 성공했다. 레오 7세는 마인츠 대주교 프리드리히를 교황 총대리와 사절로 임명하여 모든 계층의 성직자들의 쇄신을 위해 힘쓰게 하였다. 그가 프리드리히 대주교에게 한 권고 중에는 유대인을 강제로 개종시키는 것은 금지하지만, 그리스도교 신앙을 끝내 받아들이지 않을 경우에는 도시에서 추방해도 좋다고 한 내용이 있었다.
레오 7세는 939년 7월 선종하였으며, 시신은 성 베드로 대성전에 안장되었다.